# Claude Jameson
Pour les articles homonymes, voir Jameson.
Claude Stanley Jameson est un joueur américain de soccer né le 20 janvier 1886 à Saint-Louis et mort le 12 février 1943 à Los Angeles.

## Biographie
Avec l'équipe locale de Saint-Louis la St. Rose Parish, il participe au tournoi olympique de football de 1904 en tant qu'attaquant. Il participe avec son frère Henry Jameson à la compétition. L'équipe remporte la médaille de bronze à l'issue du tournoi. 
En dehors du terrain, il travaille dans les ventes pour la société Ferdinand P. Kaiser Publishing à Saint-Louis à la fin des années 1900 et au début des années 1910. Plus tard, il devient directeur des ventes pour la filiale de la même entreprise à Boston dans les années 1910. Par la suite, il déménage à Los Angeles où il occupe un poste de directeur des ventes pour la Vernon Oil Refining Company.